# Jolki 5
Jolki 5 (russisk: Ёлки 5) er en russisk spillefilm fra 2016.

## Medvirkende
- Ivan Urgant som Boris Vorobjov
- Sergej Svetlakov som Jevgenij Pavlovitj
- Jelena Plaksina som Olja
- Irina Arkhipova
- Aleksandr Golovin som Dimon Fomenko